# Shimadzu All Japan Indoor Tennis Championships 2004
Lo Shimadzu All Japan Indoor Tennis Championships 2004 è stato un torneo di tennis facente parte della categoria ATP Challenger Series nell'ambito dell'ATP Challenger Series 2004. Il torneo si è giocato a Kyoto in Giappone dal 1º marzo 2004 su campi in cemento indoor.

## Vincitori

### Singolare
Michal Tabara ha battuto in finale  Lu Yen-hsun che si è ritirato sul punteggio di 7–6(5), 4-3

### Doppio
Rik De Voest /  Fred Hemmes hanno battuto in finale  Lu Yen-hsun /  Jason Marshall 6-3, 6(8)–7, 6-4